# Fratura de Barton
A fratura de Barton é a fratura óssea intra-articular do rádio distal, com deslocamento da articulação radiocarpal.
Há dois tipos de fratura de Barton – a dorsal e a palmar, sendo a última mais comum. A fratura de Barton é causada pela queda sobre um pulso pronado, causando o aumento da compressão carpal na sua borda dorsal. O componente intra-articular distingue esta fratura da fratura de Smith e da fratura de Colles. O tratamento dessa fratura em geral é feito por redução aberta e fixação interna com placa e parafusos, embora ocasionalmente a fratura desse tipo seja tratada de forma conservadora - isto é, com gesso.

## Origem do nome
A fratura foi nomeada em função de John Rhea Barton, um cirurgião americano que a descreveu pela primeira vez em 1838.

## Galeria

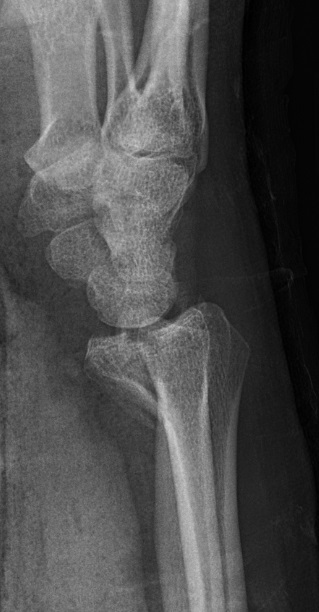
Radiografia projecional da fratura de Barton.